# Peter Bexell

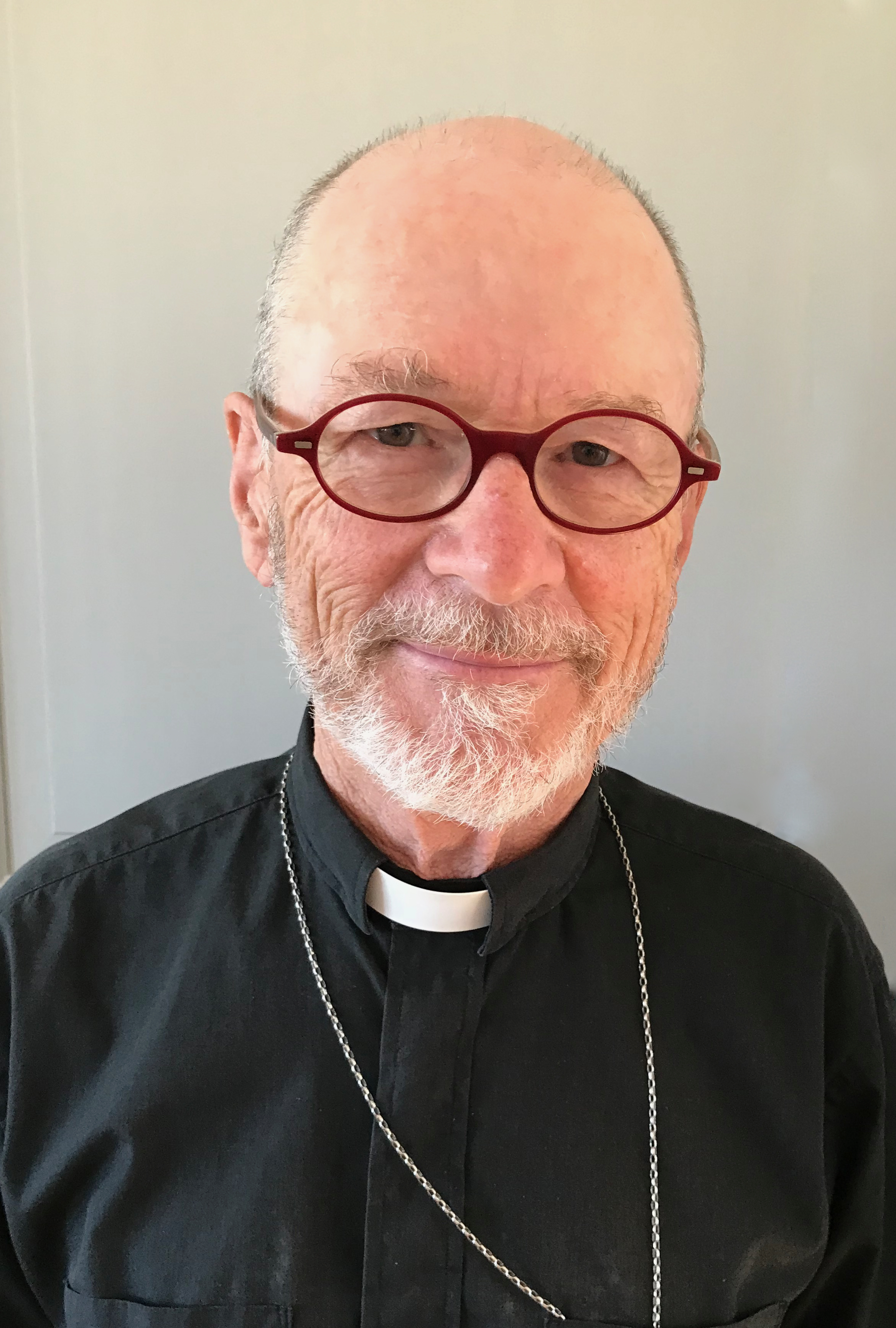
Peter Bexell

Peter Carl Daniel Bexell, född den 11 november 1945 i Kalmar, är en svensk teolog.
Bexell är teologie doktor och har avlagt sina examina vid Lunds universitet. Han är präst i Svenska kyrkan och författare till ett flertal böcker om nattvardsteologi och kyrklig arkitektur. Han tillhör den småländska prästsläkten Bexell och är son till kontraktsprosten Carl Bexell och Märtha Björkman samt bror till Oloph Bexell.